# Weltmeisterschaften im Modernen Fünfkampf 1992
1992 fanden die Weltmeisterschaften im Modernen Fünfkampf bei den Herren in Winterthur in der Schweiz und bei den Damen in Budapest, Ungarn, statt. Bei den Herren wurde im olympischen Jahr nur die Staffel ausgetragen.

## Herren

### Staffel
| Platz | Land     | Sportler                                            |
| ----- | -------- | --------------------------------------------------- |
| 1     | Polen    | Andrzej Giżyński Dariusz Mejsner Mateusz Nowicki    |
| 2     | Italien  | Alessandro Conforto Paolo Masala Carlo Massullo     |
| 3     | Schweden | Per-Olov Danielsson Håkan Norebrink Magnus Rylander |

## Damen

### Einzel
| Platz | Land    | Sportlerin        |
| ----- | ------- | ----------------- |
| 1     | Polen   | Iwona Kowalewska  |
| 2     | Belarus | Schanna Schubenok |
| 3     | Polen   | Dorota Idzi       |

### Mannschaft
| Platz | Land        | Sportlerinnen                                 |
| ----- | ----------- | --------------------------------------------- |
| 1     | Polen       | Dorota Idzi Iwona Kowalewska Anna Sulima      |
| 2     | Ungarn      | Irén Kovács Mónika Pécsi Andrea Tulok         |
| 3     | Deutschland | Sabine Krapf Gabrielle Ginser Stefanie Eichel |

### Staffel
| Platz | Land       | Sportlerinnen                                          |
| ----- | ---------- | ------------------------------------------------------ |
| 1     | Polen      | Dorota Idzi Iwona Kowalewska Edyta Małoszyc            |
| 2     | Frankreich | Sophie Moressée-Pichot Caroline Delemer Gwënael Moalic |
| 3     | Ungarn     | Irén Kovács Mónika Pécsi Andrea Tulok                  |

## Medaillenspiegel
| Platz | Land        | Goldmedaille | Silbermedaille | Bronzemedaille |
| 1     | Polen       | 4            | –              | 1              |
| 2     | Ungarn      | –            | 1              | 1              |
| 3     | Frankreich  | –            | 1              | –              |
| 3     | Belarus     | –            | 1              | –              |
| 3     | Italien     | –            | 1              | –              |
| 6     | Schweden    | –            | –              | 1              |
| 6     | Deutschland | –            | –              | 1              |